# Hrabstwo Lewis and Clark
Hrabstwo Lewis and Clark (ang. Lewis and Clark County) – hrabstwo w stanie Montana w Stanach Zjednoczonych. Obszar całkowity hrabstwa obejmuje powierzchnię całkowitą 3497,56 mil² (9058,64 km²). Według szacunków United States Census Bureau w roku 2009 miało 61 942 mieszkańców. Jego siedzibą jest Helena.

## Miasta
- Helena
- East Helena

## CDP
- Augusta
- Craig
- Helena Valley Northeast
- Helena Valley Northwest
- Helena Valley Southeast
- Helena Valley West Central
- Helena West Side
- Lincoln
- Marysville